# آدلسهايم
آدلسهايم (بالألمانية: Adelsheim) هي بلدة، مدينة وبلدة ألمانية تقع في ألمانيا في بادن-فورتمبيرغ. يقدر عدد سكانها بـ 5,368 نسمة .

## المدن التوأمة
مدينة Berchères-sur-Vesgre هي مدينة توأمة لـآدلسهايم.

## أعلام
- جيرترود شولتز كلينك